# نیک هاموند
نیک هاموند (انگلیسی: Nick Hammond؛ زادهٔ ۷ سپتامبر ۱۹۶۷) فوتبالیست اهل بریتانیا است.
از باشگاه‌هایی که در آن بازی کرده‌است می‌توان به باشگاه فوتبال آبردین، باشگاه فوتبال سوئیندون تاون، باشگاه فوتبال آرسنال، باشگاه فوتبال بریستول راورز، باشگاه فوتبال ریدینگ، باشگاه فوتبال پیتربورو یونایتد، و باشگاه فوتبال پلیموث آرگیل اشاره کرد.